# التهاب الجلد الأساسي
التهاب الجلد الأساسي (بالإنجليزية: Essential dermatitis)‏ هو التهاب مجهول السبب يصيب الجلد لكن أعراضه ومواصفاته لا تنطبق مع الأنواع المعروفة مثل التهاب الجلد التأتبي والتهاب الجلد التماسي، لذلك هو يشخص بالاستبعاد.